# Hexatoma (Eriocera) albonotata citrocastanea
Hexatoma (Eriocera) albonotata citrocastanea is een ondersoort van de tweevleugelige Hexatoma (Eriocera) albonotata uit de familie steltmuggen (Limoniidae). De ondersoort komt voor in het Oriëntaals gebied.